# Nils-Aslak Valkeapää

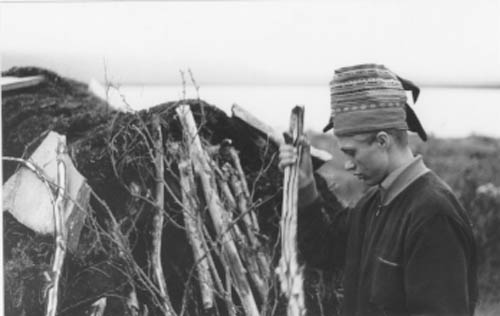
Nils-Aslak Valkeapää 1964 framför en torvkåta i Enontekis i Finland.

Nils-Aslak "Àilu" Valkeapää, ofta kallad Áilluhas eller Áillohaš och även omnämnd som Nils Aslak Valkeapää, född 23 mars 1943 i Enontekis, död 26 november 2001 i Esbo, var en finsk-samisk författare, musiker och konstnär och en förgrundsgestalt inom den samiska kulturen. En stor del av sitt liv bodde han i Beahttet i Finska armen vid gränsen mellan Finland och Sverige. Han bodde även i Skibotn i Norge.

## Biografi
Valkeapää föddes i en renskötarfamilj och utbildade sig till lärare. Det traditionella sångsättet jojk var ofta utgångspunkten för hans konst, oavsett om det gällde litteratur, musik eller bildkonst. Jojken var också starten på hans konstnärsbana. Under 1960-talet, när unga samer sökte sig tillbaka till sin gamla kultur, var Valkeapää en av förgrundsgestalterna som jojkare. Hans första skiva, Joikuja utkom 1968 och innehöll moderniserad samisk jojk. Han gjorde också musiken till filmen Vägvisaren 1987, där han även hade en roll. Vid OS i Lillehammer 1994 uppträdde han vid invigningen.
Det första han skrev som publicerades var den politiska pamfletten Terveisiä Lapista ("Hälsningar från Lappland") i början av 1970-talet. Efter det gav han ut åtta diktsamlingar. Främst skrev han på nordsamiska och han finns översatt till finska liksom till nordiska språk och är mera känd i Norge och Sverige än i Finland. Solen, min far (Beaivi áhcázan), vilken har tonsatts av den finländske kompositören Pehr Henrik Nordgren, fick Nordiska rådets litteraturpris 1991.
Han fick 1993 radiopriset Prix Italia för fågelsymfonin ”Goase Dusse” från 1992. Det var ett beställningsverk från Sveriges Radio och är komponerad enbart av naturljud från fjällen, som Nils-Aslak Valkeapää själv spelat in, från mars till hösten.
Nils-Aslak Valkeapää var gudfar till Niko Valkeapää.

## Diskografi i urval
- Joikuja (1968)
- Juoigamat (1973)
- Vuoi Biret-Maaret, vuoi! (1974)
- De čábba niegut runiidit (1976)
- Duvva, Áilen Niga Elle ja Aillohaš (1976)
- Sámi eatnan duoddariid (1978)
- Sápmi, vuoi Sápmi! (1982)
- Davás ja geassái (1982)
- Beaivi, áhčážan (1988)
- Eanan, eallima eadni (1990)
- Sámi luondu, gollerisku (1992)
- Goase dušše (1994)
- Dálveleaikkat / Wintergames (1994)

## Bibliografi i urval

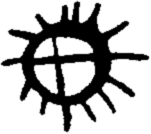
Pärmbild av Nils-Aslak Valkeapää till Solen, min far.